# مزیریتشی (منطقه تابور)
مزیریتشی (به چکی: Meziříčí) یک منطقهٔ مسکونی در جمهوری چک است که در منطقه تابور واقع شده‌است. مزیریتشی ۵٫۷۵ کیلومتر مربع مساحت و ۱۴۸ نفر جمعیت دارد و ۴۵۶ متر بالاتر از سطح دریا واقع شده‌است.